# Западный Карамык
За́падный Карамы́к — хутор в Минераловодском районе (городском округе) Ставропольского края России.

## География
Расстояние до краевого центра: 100 км.
Расстояние до районного центра: 35 км.

## История
До 2015 года хутор входил в упразднённый Нижнеалександровский сельсовет.

## Население
| 1989 | 2002 | 2010 | 2014 | 2021 |
| ---- | ---- | ---- | ---- | ---- |
| 92   | ↘31  | ↘18  | ↗21  | ↘16  |

По данным переписи 2002 года, 55 % населения — чеченцы.